# Classic Empire
Empire (o Classic Empire) és un videojoc de guerra basat en torns amb normes simples. El joc va ser creat per Walter Bright a partir de 1971, basat en diverses pel·lícules de guerra i jocs de taula, notablement de La batalla d'Anglaterra i Risk. La primera versió en un ordinador va ser llançada el 1977 i es va portar a moltes plataformes en els anys 70 i 80. També es van publicar diverses versions comercials, sovint afegint gràfics bàsics a la interfície d'usuari originalment basada en text. El joc bàsic recorda molts jocs posteriors, especialment el Civilization.